# Tuberocephalus pakistanicus
Tuberocephalus pakistanicus är en insektsart som beskrevs av Remaudière, G. och Sorin 1993. Tuberocephalus pakistanicus ingår i släktet Tuberocephalus och familjen långrörsbladlöss. Inga underarter finns listade i Catalogue of Life.